# Goldmuseum Theuern

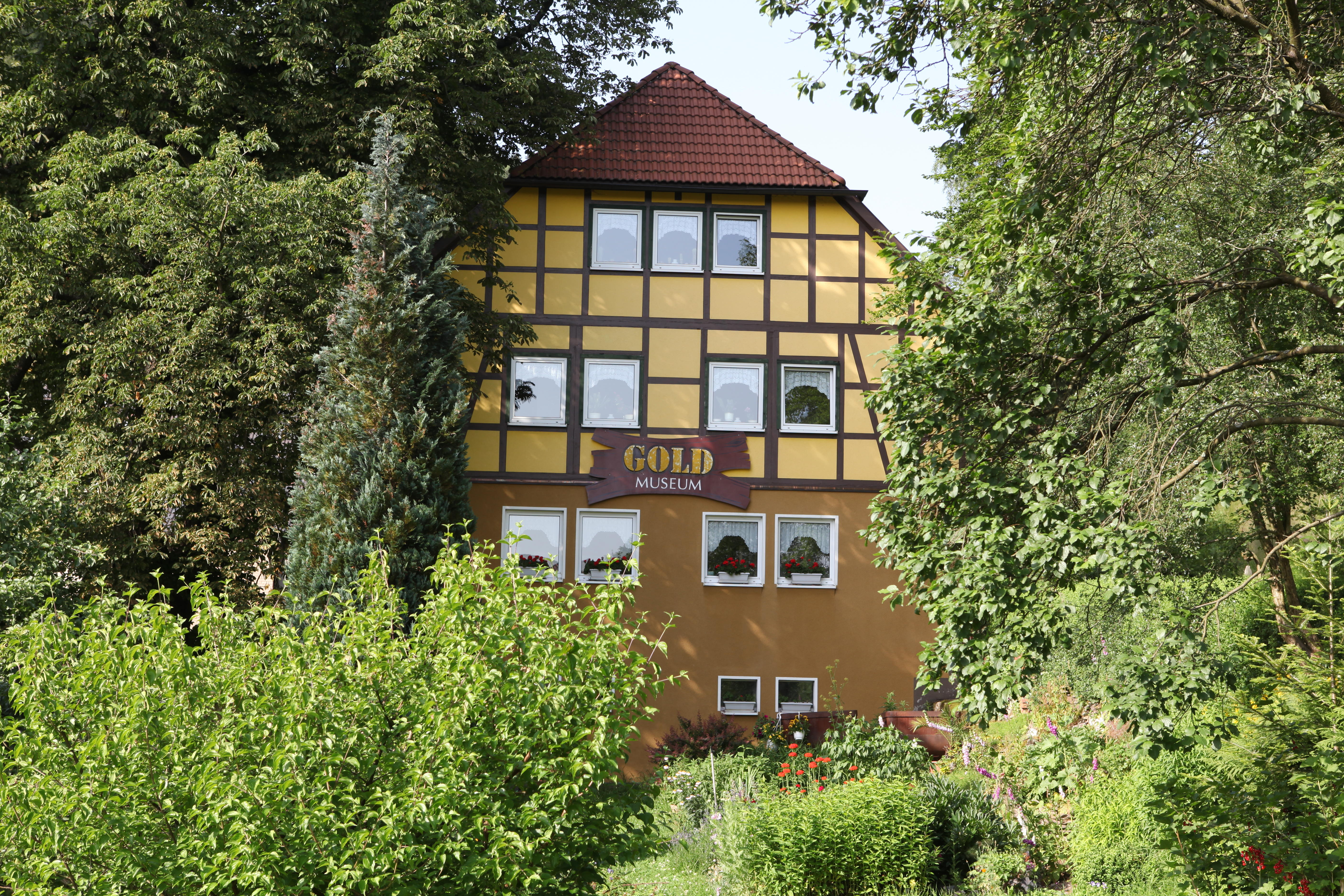
Goldmuseum Theuern

Das Goldmuseum ist ein Museum in der Ortschaft Theuern der Stadt Schalkau im Thüringer Schiefergebirge. Untergebracht ist es in einem großen Mühlengebäude, der Burgmühle.
Dieses Museum hat die geologische Entstehung des Goldes und die Suche danach als Thema.

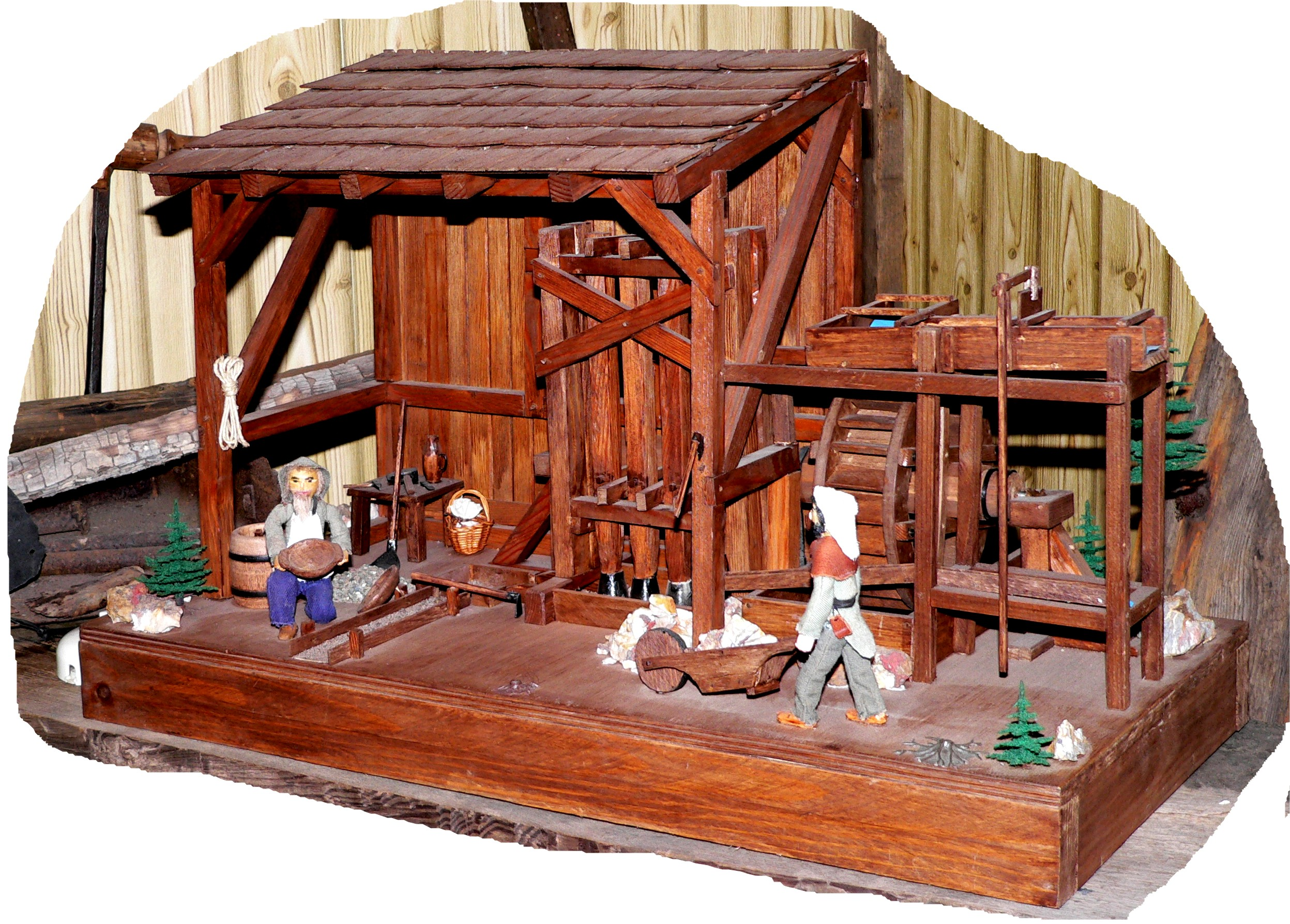
Modell eines Pochwerks, in dem Gestein zerkleinert wurde, um dann gewaschen zu werden

Es wird gezeigt, dass Gold erst dann förderungswürdig ist, wenn seine Konzentration eine bestimmte Mindestmenge überschreitet. Das kann beispielsweise vorkommen, wenn etwa hydrothermale Lösungen, die Gold mitführen, felsige Klüfte durchspülen und zu Quarz kristallisieren. Im Zuge der Verwitterung dieser Quarzgänge wird dann das angereicherte Gold in Bächen davongetragen und bildet im Laufe des Transports kleine Nuggets, sogenanntes Seifengold. Auch in Konglomeraten fossiler Bachbetten kann Gold gefunden werden.
Ein zweiter Themenschwerpunkt sind die Fundorte und wie man sie erkennt. So sind im thüringischen Schiefergebirge nahezu alle Wasserläufe goldführend und es wurde bereits im Mittelalter dort intensiv nach Gold gesucht. Diese Bäche und Flüsse trugen ihre Fracht weiter und sorgten dafür, dass auch in Elbe, Saale und Main Gold gefunden wurde.
Schließlich wird das praktische Verfahren der Goldgewinnung aufgezeigt. Ein kleines Modell eines Pochwerks zeigt, wie schon im Mittelalter das Gestein mit eisernen Klötzen zerklopft und dann gewaschen und gesiebt wurde. Eine nachgebaute Goldwaschrinne und eine Vielzahl unterschiedlicher Goldwaschschalen geben einen Eindruck vom Handwerklichen.